# 코뿔이구아나
코뿔이구아나(Rhinoceros iguana)는 카리브 제도 히스파니올라섬(아이티와 도미니카 공화국이 공유)과 주변 섬에 서식하는 멸종 위기에 처한 이구아나 종이다. 큰 도마뱀의 몸길이는 60~136cm까지 다양하며 피부색은 진한 회색부터 짙은 녹색, 심지어 갈색까지 다양하다. 이구아나의 주둥이에 있는 코뿔소의 뿔을 닮은 뼈가 박힌 유사 뿔 또는 파생물에서 유래한 이름이다. 리코드바위이구아나와 공존하는 것으로 알려져 있으며, 이 두 종은 바위이구아나의 유일한 분류군이다.

## 해부학 및 형태학
코뿔이구아나는 바위이구아나의 다른 종들과 마찬가지로 튼튼한 다리와 수직으로 납작한 꼬리를 가진 큰 몸집의 무거운 머리 도마뱀이다. 뾰족한 뿔 비늘의 볏은 목덜미부터 꼬리 끝까지 뻗어 있다. 그들의 색은 회색에서 갈색으로 균일하다. 대부분의 하성인은 몸무게가 4.56~9kg이다. 모든 파충류와 마찬가지로 코뿔이구아나는 냉혈동물이므로 스스로를 가열하기 위해 외부에서 공급원이 필요하며, 최적의 내부 온도를 얻기 위해 해가 바뀌면서 움직인다.
이 이구아나는 뿔과 비슷한 코에 뼈가 두드러진 결절이 자라는 것이 특징이다. 수컷은 머리의 후두부에 헬멧 형태의 지방 패드와 큰 군턱을 가지고 있다. 이 종은 다른 바위이구아나와 마찬가지로 성적으로 이형적이며, 수컷이 암컷보다 크고 허벅지에 페로몬을 방출하는 데 사용되는 큰 대퇴골 구멍 외에도 등쪽 볏과 "뿔"이 더 많이 있다.

## 분포 및 서식지

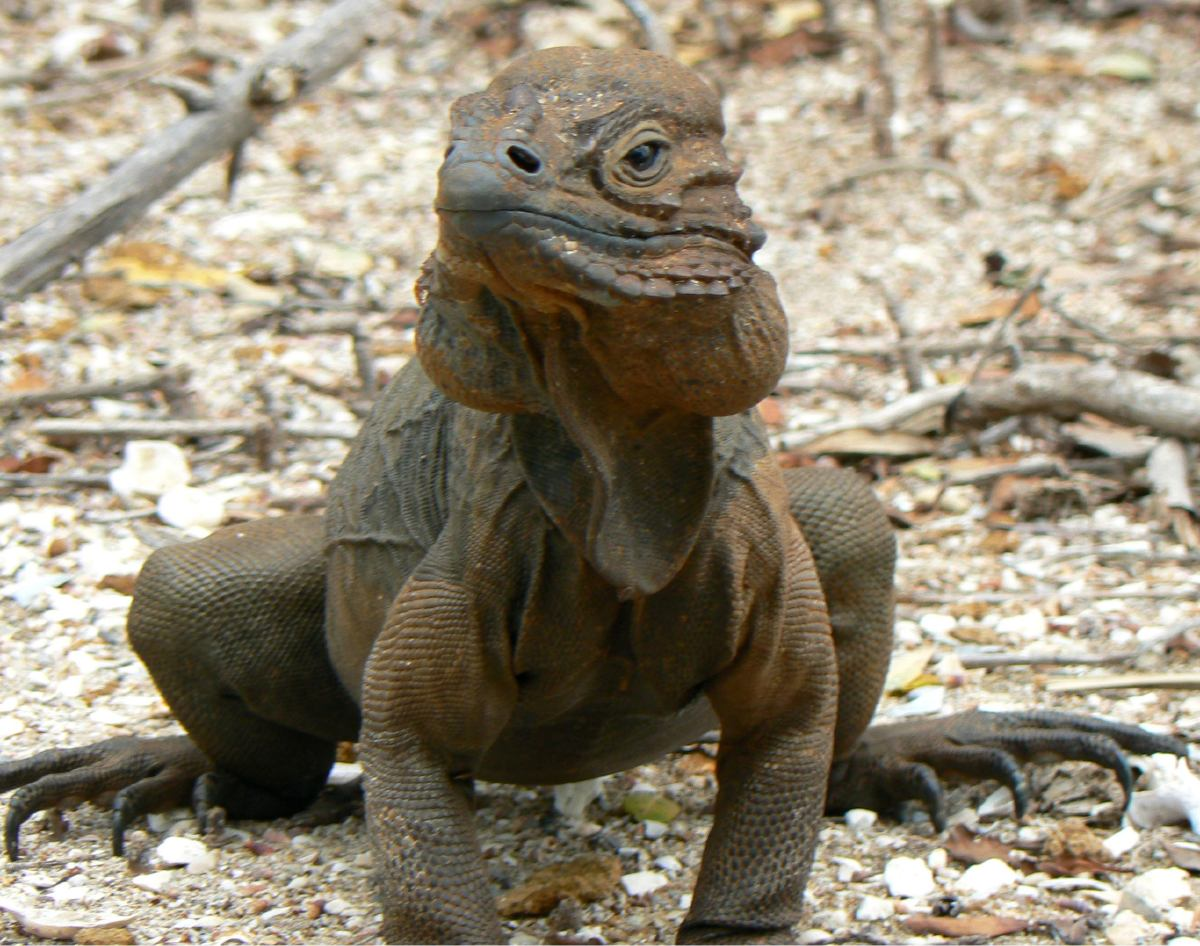
도미니카 공화국 페데르날레스주의 수컷 코뿔이구아나

히스파니올라섬 전역(아이티와 도미니카 공화국 모두)에 흩어져 있는 지역으로 자라과 국립공원 내 비타섬과 바라호나 반도의 극지방에서만 개체 수가 안정적으로 유지되고 있다.  아이티 남동부 지역과 기수가 높은 에탕사우마트레호를 비롯해 도미니카의 고염수 에노리요호와 호수 섬인 카브리토스섬에는 적당한 밀도의 개체 수가 있다. 아이티의 개체 수는 산림전용, 부시미트 밀렵, 인간 개간 관행으로 인해 더욱 위험에 처해 있다.
단일 서식지에만 국한되지는 않지만 히스파니올라섬 건조림의 관목림(식물상이 거의 없는 침식 석회암의 산성, 암석 지형이 특징), 해안 테라스, 본토의 저지대, 그리고 서식지 유형이 약간 다른 여러 연안 섬과 작은 케이에서 가장 많이 발견된다. 코뿔이구아나가 가장 선호하는 생물군계는 비를 거의 받지 않고 나무나 관목이 거의 없는 생물군계이다. "바위" 이구아나라는 이름에 걸맞게, 부드럽고 큰 바위 지형과 바위 노두가 있는 다소 척박한 지형, 적절한 틈새와 후퇴를 위한 보호 구역이 있는 곳을 선호한다. 이구아나는 즉시 바위와 틈새로 도망쳐 인간, 맹금류, 들개, 고양이와 같은 포식자로부터 숨는다.
이 종은 다른 이구아나와 마찬가지로 표현형 가소성을 보이는 것으로 알려져 있다. 역사적으로 해안선 근처에 존재하지만, 인간 활동과 포식자 유입으로 인해 코뿔이구아나는 내륙으로 밀려났다.

## 행동
코뿔이구아나는 대부분의 바위이구아나와 마찬가지로 일반적으로 유순하고 성질이 좋다. 많은 도마뱀 종과 마찬가지로 "머리 흔들기"는 코뿔이구아나가 흔히 사용하는 커뮤니케이션 형태이다. 특히 수컷은 지배권을 주장하거나 지역에 대한 "소유권"을 알리기 위해 서로에게 고개를 끄덕이는 것처럼 보인다. 이는 종종 짝짓기를 원하는 욕구를 (암컷과) 소통하는 것뿐만 아니라 더 이상 가까이 오지 말라는 경고이기도 하다. 때때로 이러한 형태의 바디랭귀지는 인간(야생 이구아나와 포획 이구아나 모두)을 경고의 의미로 또는 인간 보호자에게 일종의 " 인사"의 의미로 사용된다. 암컷(어느 정도)은 수컷의 끊임없는 공격을 막기 위해 고개를 끄덕일 뿐이며, 암컷과 암컷의 머리 흔들기는 존재하지는 않지만 드물게 발생한다.
일반적으로 코뿔이구아나(특히 사육된 개체)는 파충류 중 가장 유순하고 인간의 관심을 끄는 동물 중 하나이며, 일부 이구아나는 집에서 키우는 개나 고양이만큼 쓰다듬는 것을 즐기는 것처럼 보이기도 한다. 이러한 전반적인 유순함에도 불구하고 인간의 관용 수준은 이구아나마다, 계절마다, 심지어 날마다 크게 다를 수 있다. 이구아나는 주변 환경과 매우 잘 조화를 이루며 대기 중이고 에너지 넘치는 뉘앙스에 특히 민감하다. 평소 친근한 이구아나는 알 수 없는 이유로 "기분 좋은 스윙"을 하거나 혼자 있고 싶은 욕구를 보일 수 있다. 공격이나 위협을 받으면 도망치는 것을 선호하지만, 궁지에 몰리면 두꺼운 꼬리로 물어뜯고 반복적으로 공격한다. 발톱이 길면 심각한 긁힘(피를 뽑는 행위도 가능)을 유발할 수 있지만, 이는 반드시 방어적인 행동은 아니지만 단순히 더 친근한 이구아나를 다루기 때문에 발생할 수 있다. 일부 주인은 유순한 개체라도 두껍고 긴 가죽 장갑을 착용하는 것을 선택한다.

## 먹이
코뿔이구아나는 대부분의 바위이구아나와 마찬가지로 주로 초식성이며, 다른 식물 종의 잎, 꽃, 씨앗, 열매, 과일을 먹는다. 2000년 샌디에이고 동물원의 앨리슨 앨버츠 박사의 연구에 따르면 바위이구아나의 소화관을 통과하는 씨앗은 그렇지 않은 씨앗보다 더 빠르게 발아하는 것으로 나타났다. 바위이구아나가 섭취하는 과일의 이러한 씨앗은 매우 짧은 우기가 끝나기 전에 싹을 틔워 적응할 수 있는 이점이 있다. 코뿔이구아나는 이러한 씨앗을 새로운 지역 (특히 암컷이 둥지로 이주할 때)에 배포하는 중요한 수단이기도 하며, 섬 생태계에서 가장 큰 토종 초식 동물로서 기후와 초목 사이의 균형을 유지하는 데 필수적이다. 코뿔이구아나는 개별 동물이 작은 도마뱀, 뱀, 땅게, 곤충, 부육 (특히 죽은 새와 물고기)을 먹는 것이 관찰되었기 때문에 기회주의적 육식 동물로 보인다.